# Mario Party
Mario Party (マリオパーティ, Mario Pāti) é uma série de videogame com personagens da série Mario, no qual quatro personagens competem em um jogo de tabuleiro intercaladas com mini games. A série foi desenvolvida pela Hudson Soft e publicada pela Nintendo (embora a versão para Arcade foi publicada pela Capcom). A série começou no Nintendo 64 e foi aclamada por ser um grande jogo de tabuleiro virtual e já passou por várias plataformas, entre elas o GameCube, Wii, Wii U, DS, 3DS, Game Boy Advance e o Nintendo Switch.
Depois do Mario Party 8, lançado para o Wii, a Hudson Soft parou de trabalhar nos jogos da série por ser comprada pela Konami, e em contra partida, a NDcube, subsidiaria da Nintendo começou a trabalhar nos jogos da série, começando pelo Mario Party 9 até o Mario Party Superstars lançado em 2021.

## Jogos
Segue a lista de jogos da franquia em ordem de lançamento:

### Mario Party
Mario Party foi o primeiro jogo da série e foi lançado em 18 de dezembro de 1998 no Japão e em 8 de fevereiro de 1999 para o Nintendo 64. A principal característica de Mario Party foi o seu divertido modo multiplayer, onde até 4 jogadores poderiam se unir como Mario, Luigi, Peach, Yoshi, Wario ou Donkey Kong para disputar o titulo de "Superstar". Ele é o único jogo da série a não utilizar itens, além de Mario Party 8, que usa doces no lugar. Mario Party foi bem recebido pela critica e pelo público, com muitos dizendo que o jogo era uma grande alternativa para se jogar em grupo, com amigos e família; Porém, muitos dizem que jogar Mario Party em modo single-player não é tão bom quanto deveria. Foi relançado em uma coletânea conhecida como Nintendo 64 - Nintendo Switch Online: Pacote de Expansão, apesar de nunca ter sido lançado no Virtual Console.
- Número de mini games: 50

- Número de personagens: 6

### Mario Party 2
Mario Party 2 foi a sequencia direta de Mario Party, lançado também para Nintendo 64, um ano depois em 17 de dezembro de 1999 no Japão e em 24 de janeiro de 2000 na América do Norte. A principal diferença do game para seu antecessor foi a possibilidade de poder usar itens, que quando comprados nas lojas espalhadas pelo tabuleiro, poderiam servir para chegar mais rapidamente a estrela, ou atingir os adversários. Mario Party 2 é considerado por muitos, o melhor da série, apesar das criticas para o modo single-player e do jogo depender mais de sorte do que de habilidade continuarem; Ele também é o ultimo jogo onde Toad é o anfitrião das festas, com os próximos da serie serem mudados a cada jogo. Ele é o único jogo da série a ser lançado para o Virtual Console do Wii e depois para o Virtual Console do Wii U, e depois para o Nintendo 64 - Nintendo Switch Online: Pacote de Expansão, enquanto o Mario Party original tinha tido controvérsias por seu analógico, e não se sabe a razão por Mario Party 3 não ter sido portado.
- Número de mini games: 65

- Número de personagens: 6

### Mario Party 3
Mario Party 3  foi lançado para o Nintendo 64 em 7 de dezembro de 2000 no Japão e em 07 de maio de 2001 na América do Norte.  Mario Party 3  foi o último jogo da série lançado para o Nintendo 64 e o ultimo a ser lançado para o console na Europa; O jogo apresentou o novo modo história, onde o jogador escolhia um personagem e jogava com ele enquanto a história ia sendo narrada, além do Duel Mode, onde somente 2 jogadores competiam entre sí. Foi aqui que houve a primeira inclusão de personagens desde o Mario Party original, onde Waluigi e a Princesa Daisy são incluídos, mas somente para o "Modo Party". Foi relançado em uma coletânea conhecida como Nintendo 64 - Nintendo Switch Online: Pacote de Expansão, apesar de nunca ter sido lançado no Virtual Console.
- Número de mini games: 71

- Número de personagens: 8

### Mario Party 4
Mario Party 4 foi o primeiro jogo da série a ser lançado para o Nintendo GameCube, em 21 de Outubro de 2002 na América do Norte e em 8 de Novembro do mesmo ano no Japão. O jogo foi o ultimo com a presença de Donkey Kong como um personagem jogável. O jogo foi considerado, e até hoje é, um dos mais fracos da série, por possuir poucas novidades em relação aos seus antecessores, e um número de mini games menor que o de Mario Party 3.
- Número de mini games: 62

- Número de personagens: 8

### Mario Party-e
'O Mario Party-e' é um jogo de Cartas que faz o uso opcional do Nintendo e-Reader e foi lançado em 7 de fevereiro de 2003. Uma partida significante das séries,  Mario Party-e  é um jogo de cartas que envolve tentando adquirir três super-estrelas veste acessórios, e conseguindo que ganhasse uma super-estrela. Porém, há muitos Cards que podem parar o jogador de alcançar esta meta. Muitos destas cartas contêm "ponto-códigos" que, quando esquadrinhou no e-Reader permita os jogadores para jogar míni games semelhante para esses ache no habitual. Mario Party-e  contém um tabuleiro, um manual de instruções e um conjunto de 64 cartões. 
- Número de mini games: 11
- Numero de personagens: 5

### Mario Party 5
Mario Party 5  foi lançado para o Nintendo GameCube em 11 de novembro de 2003 na América do Norte, 10 de novembro de 2003 no Japão e 5 de dezembro de 2003 na Europa e na Asia. Esse é o primeiro jogo sem a participação jogável de Donkey Kong que somente ajudava o jogador em alguns momentos do jogo, e com isso, surgiram os "Espaços Donkey Kong", com uma variedade de gratificações para jogadores que pousaram neles. Boo (Mario), Koopa Kid e Toad foram adicionados como personagens jogáveis. Mario Party 5 possui o numero grande de 75 minigames, e no Japão, foi lançado sob o titulo de "Super Mario Fushigi no Korokoro Party".
- Número de mini games: 75

- Número de personagens: 10

### Mario Party 6
Mario Party 6  foi lançado para o Nintendo GameCube em 18 de novembro de 2004 no Japão, 6 de Dezembro de 2004 na América do Norte e em 2005 no resto do mundo. Este foi o primeiro jogo da série onde os jogadores usavam do microfone (GameCube) para o Nintendo GameCube, que era vendido junto com o jogo. O jogo possui características de dia e noite, ou seja, algumas características de Tabuleiro diferenciam dependendo do tempo de dia ou noite, assim como os caminhos que estão disponíveis para escolher. Cada tabuleiro tem um modo ligeiramente diferente para colecionar estrelas. Em um nível, jogadores gastam moedas em Chain Chomps que pode ser montado pisotear outros jogadores e roubar as estrelas deles. No modo de um jogador, o jogador caminha para o outro lado de um tabuleiro marcado com espaços que os deixam troque mini games para moedas rápidas que podem ser gastadas então em uma loja. Toadette foi adicionada à lista de personagens jogáveis.   
- Número de mini games: 82

- Número de personagens: 11

### Mario Party Advance
Mario Party Advance foi lançado para o Game Boy Advance em 28 de março de 2005. O jogo é uma versão realmente reduzida da série, e o primeiro da franquia a ser lançado para um console portátil. O jogo se diferencia pelo fato de ser o único onde o jogador utiliza moedas, e não estrelas, para ganhar, e do fato de não existir um modo party. Ele possui somente 4 personagens: Mario, Luigi, Peach e Yoshi. O jogo foi relançado para o Virtual Console do WIi U.
- Número de mini games: 50

- Número de personagens: 4

### Mario Party 7
Mario Party 7 foi liberado para o Nintendo GameCube em 7 de novembro de 2005 na América do Norte, 10 de novembro  de 2005 no Japão e em 2006 no resto do mundo, e novamente faz uso do microfone vendido com Mario Party 6. Toadsworth é o anfitrião deste jogo que apoia imediatamente até oito jogadores (O que faz surgir a nova modalidade de mini games, "8 Players"). Koopa Kid não é mais um personagem jogável, mas Birdo e Dry Bones foram acrescentados à lista de personagens jogáveis; Ao invés, ele tem um espaço fortuito no tabuleiro. Os itens, que em Mario Party 6 eram capsulas, agora viraram "orbes". Em Mario Party 7, todas as cinco voltas em um jogo farão para Bowser se aparece e mudarão algo ao redor em gameplay, como pôr para cima a própria loja dele ou demolir pontes. 
- Número de mini games: 88

- Número de personagens: 12

### Mario Party 8
Mario Party 8 foi revelado para o console Nintendo Wii (Game Page). Mario Party 8 quebrou o ritmo de lançamentos da série, que ocorria de um em um ano desde o primeiro jogo; Isso deveria ter ocorrido pelo desenvolvimento de Mario Party DS ou pela promoção de Mario Party 7. O jogo possui 6 tabuleiros todos os personagens de Mario Party 7, com a inclusão de Hammer Bros. e Blooper como recém-chegados para a lista. Os doces são os novos "itens" do jogo.
- Número de mini games: 81

- Número de personagens: 14

### Mario Party DS
Mario Party DS foi lançado para Nintendo DS em 8 de Novembro de 2007 no Japão e em 19 de Novembro de 2007 na América do Norte. O jogo possui uma grande melhora quando comparado a Mario Party Advance; Mario Party DS tem 8 personagens e 5 tabuleiros, e adota o sistema principal de itens de Mario Party 2 com algumas adições. É o primeiro jogo portátil da série a possuir um Modo História e é considerado o melhor Mario Party desde Mario Party 2. Foi relançado para o Virtual Console do WIi U
- Número de mini games: 73

- Número de personagens: 8

### Mario Party 9
Mario Party 9 foi lançado para Wii em 2012 no mundo todo. O jogo possui a maior mudança de toda a série e é considerado um dos Mario Party mais fraco, isso porque, enquanto nos outros jogos você corre pelo tabuleiro livremente e individualmente, em Mario Party 9, você precisa ficar dentro de um veiculo junto com os 4 outros jogadores. O game adiciona Magikoopa e Shy Guy a lista de personagens jogáveis.
- Número de mini games: 82

- Número de personagens: 12

### Mario Party: Island Tour
Mario Party: Island Tour foi lançado em 2013 na América do Norte e no Japão e em 2014 na Europa para o Nintendo 3DS. Ele retorna com os itens utilizados desde o Mario Party DS. Incluindo sete novos tabuleiros com mecânicas únicas, vencendo o primeiro que chegar no final do tabuleiro. No final de cada mini game, o jogador recebe dados especiais que ajudarão a prosseguir mais rápido no jogo. 
- Número de mini games: 81
- Número de personagens: 10

### Mario Party 10
Mario Party 10 foi lançado em 20 de março de 2015 na América do Norte para o Wii U. Utiliza a forma de jogar de Mario Party 9, mas com um novo modo que se pode jogar com Bowser. Além do modo Party e do Bowser Party,  o jogo utiliza os Amiibos para desbloquear tabuleiros especiais de cada personagem.
- Número de mini game: 75

- Número de personagens: 13

### Mario Party: Star Rush
Mario Party: Star Rush foi lançado para o Nintendo 3DS em outubro de 2016 na Europa, Austrália e Japão e na América do Norte em novembro do mesmo ano. Diferente de Mario Party 10 e Mario Party 9, Mario Party: Star Rush não utiliza o "carro" em que todos os personagens se movem no mesmo, e no modo principal, os jogadores só poderão jogar com Toad (os jogadores podem recrutar os outros personagens para a equipe de Toad, mas não como personagens jogáveis), e assim como Mario Party 10, o jogo é compatível com Amiibos.
- Número de mini games: 53
- Número de personagens: 12

### Mario Party: The Top 100
Mario Party: The Top 100 é a terceira edição de Mario Party para o Nintendo 3DS e foi anunciado durante um Nintendo Direct em 13 de setembro de 2017. Ao contrário dos tradicionais títulos Mario Party, o jogo é uma compilação de 100 mini games remasterizados dos dez principais jogos da série. Foi lançado em 10 de novembro de 2017 na América do Norte e lançado em PAL e no Japão em dezembro de 2017.
- Número de mini games: 100
- Número de personagens: 8

### Super Mario Party
Super Mario Party é o primeiro Mario Party para o Nintendo Switch foi anunciado na E3 2018 e lançado em 5 de outubro do daquele mesmo ano. É o primeiro Mario Party a não ser numerado desde o primeiro Mario Party. O jogo retorna à maneira tradicional de jogar Mario Party que foi empregada desde primeiro Mario Party até o Mario Party 8. Ainda contando com a mecânica de recrutar aliados de Mario Party: Star Rush e um modo online de mini games.
- Número de mini games: 84
- Número de personagens: 20

### Mario Party Superstars
Mario Party Superstars é a segunda edição de Mario Party para o Nintendo Switch, foi anunciado na E3 2021 e lançado mundialmente em 29 de outubro daquele mesmo ano, o jogo foi o primeiro a receber dublagem e legendas em Português do Brasil, apesar de alguns jogos anteriores já terem o Português de Portugal, porem em suas versões europeias. Mantendo o que foi visto em outros jogos da franquia, com a diferença de contar somente com minijogos presentes de outros jogos da franquia, não introduzindo nenhum outro minijogo novo, os tabuleiros são uma espécie de remake dos tabuleiros vistos nos 3 primeiros Mario Party. Todos os modos de jogo são disponíveis para serem jogados no modo online. 
- Número de mini games: 105
- Número de personagens: 10

## Curiosidades
- Mario Party 1 é o que teve mais tabuleiros, num total de oito enquanto os demais tiveram de seis ou sete tabuleiros.
- Mario Party 7 é o que teve mais mini games, totalizando 88 minijogos novos
- Mario Party Superstars é o que tem mais mini games ao todo, com 105 mini games
- Super Mario Party teve mais personagens que qualquer outro, 20 no total.
- Mario Party Advance teve menos personagens, tabuleiros e menos minijogos que os demais, 4 personagens, 1 tabuleiro e 50 minijogos.
- Super Mario Party é o primeiro jogo a ter Modo Online
- Donkey Kong deixou de ser jogável a partir de Mario Party 5. Mas retorna no Mario Party 10.

## Modo de Party
Nota: Nenhum desta informação pertence ao Mario Party-e jogo. 
Todo Mario Party exclua Mario Party Advance  tem um modo de Party standard em qual até quatro os jogadores jogam por uma tábua, enquanto tentando colecionar tantas estrelas quanto possível. Moedas são ganhas principalmente executando bem em um mini game jogou ao término de cada volta. Jogadores ganham estrelas alcançando um espaço de estrela e comprando uma estrela para 20 moedas. O espaço de estrela se aparece toda vez a um local fortuito e movimentos que uma estrela é comprada.   
Todo Mario Party contém 60 a 80 minijogos de alguns tipos diferentes. Jogos de quatro jogador são um livre-para-tudo no qual os jogadores competem individualmente. Em 2-em-2 e 1-em-3 minijogos, os jogadores competem como dois grupos, enquanto cooperando para ganhar, embora eles ainda estejam competindo individualmente no jogo principal. Em a maioria das situações, vencedores ganham dez moedas cada.   
Batalhe minijogos se aparecido dentro primeiro o Mario Party 2 . Estes jogos estão como os jogos de 4-jogador, mas é frequentemente mais elaborado. Em vez de vencedores que ganham dez moedas cada, são selecionadas várias moedas fortuitamente, então levado de cada jogador. O vencedor recebe 70% das moedas levadas, segundo lugar recebe 30%, e um jogador fortuito adquire uma moeda ocasionalmente partida em cima de arredondar.   
Jogos de duelo se apareceram dentro  o Mario Party 2, foi omitido dentro  o Mario Party 4 (entretanto os Míni games de História eram todos os duelos) e devolveu novamente dentro  o Mario Party 5. Jogos de duelo descaroçam dois jogadores contra um ao outro. Em Modo de Party, um jogador inicia o duelo, enquanto apostando moedas ou até mesmo uma estrela contra outro jogador. O vencedor do duelo recebe todas as moedas ou estrelas apostadas. Começando com Mario Party 7, o jogador já não escolhe a aposta em um duelo, bastante, o duelo acontece e o vencedor lança um dado para determinar o que ele ou ela levam do perdedor, se qualquer coisa nada.   

## Modo de minijogo
Além de modo de Party, todo Mario Party tem um modo de minijogo no qual são jogados jogos de míni com o jogo de tabuleiro. Modos de minijogo variam de jogo a jogo, mas jogos posteriores têm muitas variações diferentes. Em um tal exemplo de  o Mario Party 5, cada jogador tenta encher uma tábua com tantos espaços quanto possível no dele ou a cor dela ganhando minijogos.   

## Personagens
| | Mario Party | Mario Party 2 | Mario Party 3 | Mario Party 4 | Mario Party 5 | Mario Party 6 | Mario Party 7 | Mario Party 8 | Mario Party Advance | Mario Party DS | Mario Party 9 | Mario Party: Island Tour | Mario Party 10 | Mario Party: Star Rush | Super Mario Party | Mario Party Superstars | Super Mario Party Jamboree |
| N64 | N64         | N64           | GC            | GC            | GC            | GC            | Wii           | GBA           | NDS                 | Wii            | 3DS           | WiiU                     | 3DS            | NS                     | NS                | NS                     |                            |
| --- | ----------- | ------------- | ------------- | ------------- | ------------- | ------------- | ------------- | ------------- | ------------------- | -------------- | ------------- | ------------------------ | -------------- | ---------------------- | ----------------- | ---------------------- | -------------------------- |
| Mario | Sim         | Sim           | Sim           | Sim           | Sim           | Sim           | Sim           | Sim           | Sim                 | Sim            | Sim           | Sim                      | Sim            | Sim                    | Sim               | Sim                    | Sim                        |
| Luigi | Sim         | Sim           | Sim           | Sim           | Sim           | Sim           | Sim           | Sim           | Sim                 | Sim            | Sim           | Sim                      | Sim            | Sim                    | Sim               | Sim                    | Sim                        |
| Peach | Sim         | Sim           | Sim           | Sim           | Sim           | Sim           | Sim           | Sim           | Sim                 | Sim            | Sim           | Sim                      | Sim            | Sim                    | Sim               | Sim                    | Sim                        |
| Yoshi | Sim         | Sim           | Sim           | Sim           | Sim           | Sim           | Sim           | Sim           | Sim                 | Sim            | Sim           | Sim                      | Sim            | Sim                    | Sim               | Sim                    | Sim                        |
| Wario | Sim         | Sim           | Sim           | Sim           | Sim           | Sim           | Sim           | Sim           | Não                 | Sim            | Sim           | Sim                      | Sim            | Sim                    | Sim               | Sim                    | Sim                        |
| Donkey Kong | Sim         | Sim           | Sim           | Sim           | ¹             | Não           | Não           | Não           | Não                 | Não            | Não           | Não                      | Sim            | Sim                    | ³                 | Sim                    | Sim                        |
| Daisy | Não         | Não           | ¹             | Sim           | Sim           | Sim           | Sim           | Sim           | Não                 | Sim            | Sim           | Sim                      | Sim            | Sim                    | Sim               | Sim                    | Sim                        |
| Waluigi | Não         | Não           | ¹             | Sim           | Sim           | Sim           | Sim           | Sim           | Não                 | Sim            | Sim           | Sim                      | Sim            | Sim                    | Sim               | Sim                    | Sim                        |
| Toad | Não         | Não           | Não           | ¹             | ¹             | Sim           | Sim           | Sim           | Não                 | Sim            | Sim           | Sim                      | Sim            | Sim                    | Não               | Não                    | Sim                        |
| Boo | Não         | Não           | Não           | ¹             | ¹             | Sim           | Sim           | Sim           | Não                 | Não            | Não           | Sim                      | Não            | Não                    | Sim               | Não                    | Sim                        |
| Koopa Kid | Não         | Não           | Não           | ¹             | ¹             | Sim           | Não           | Não           | Não                 | Não            | Não           | Não                      | Não            | Não                    | Não               | Não                    | ?                          |
| Toadette | Não         | Não           | Não           | Não           | Não           | Sim           | Sim           | Sim           | Não                 | Não            | Não           | Não                      | Sim            | Sim                    | Não               | Não                    | Sim                        |
| Birdo | Não         | Não           | Não           | Não           | Não           | Não           | Sim           | Sim           | Não                 | Não            | Sim           | Não                      | Não            | Não                    | Não               | Sim                    | Sim                        |
| Dry Bones | Não         | Não           | Não           | Não           | Não           | Não           | Sim           | Sim           | Não                 | Não            | Não           | Não                      | Não            | Não                    | ³                 | Não                    | ?                          |
| Blooper | Não         | Não           | Não           | Não           | Não           | Não           | Não           | Sim           | Não                 | Não            | Não           | Não                      | Não            | Não                    | Não               | Não                    | ?                          |
| Hammer Bros. | Não         | Não           | Não           | Não           | Não           | Não           | Não           | Sim           | Não                 | Não            | Não           | Não                      | Não            | Não                    | Sim               | Não                    | ?                          |
| Mii | Não         | Não           | Não           | Não           | Não           | Não           | Não           | ¹             | Não                 | Não            | Não           | Não                      | Não            | Não                    | Não               | Não                    | ?                          |
| Magikoopa | Não         | Não           | Não           | Não           | Não           | Não           | Não           | Não           | Não                 | Não            | Sim           | Não                      | Não            | Não                    | Não               | Não                    | ?                          |
| Shy Guy | Não         | Não           | Não           | Não           | Não           | Não           | Não           | Não           | Não                 | Não            | Sim           | Não                      | Não            | Não                    | Sim               | Não                    | Sim                        |
| Koopa Troopa | Não         | Não           | Não           | Não           | Não           | Não           | Não           | Não           | Não                 | Não            | Sim           | Não                      | Não            | Não                    | Sim               | Não                    | Sim                        |
| Bowser Jr. | Não         | Não           | Não           | Não           | Não           | Não           | Não           | Não           | Não                 | Não            | Não           | Sim                      | Não            | Não                    | Sim               | Não                    | Sim                        |
| Rosalina | Não         | Não           | Não           | Não           | Não           | Não           | Não           | Não           | Não                 | Não            | Não           | Não                      | Sim            | Sim                    | Sim               | Sim                    | Sim                        |
| Spike | Não         | Não           | Não           | Não           | Não           | Não           | Não           | Não           | Não                 | Não            | Não           | Não                      | Sim            | Não                    | Não               | Não                    | Sim                        |
| Diddy Kong | Não         | Não           | Não           | Não           | Não           | Não           | Não           | Não           | Não                 | Não            | Não           | Não                      | Não            | Sim                    | ³                 | Não                    | ?                          |
| Bowser | Não         | Não           | Não           | Não           | Não           | Não           | Não           | Não           | Não                 | Não            | Não           | Não                      | Não            | Não                    | Sim               | Não                    | Sim                        |
| Goomba | Não         | Não           | Não           | Não           | Não           | Não           | Não           | Não           | Não                 | Não            | Não           | Não                      | Não            | Não                    | Sim               | Não                    | Sim                        |
| Monty Mole | Não         | Não           | Não           | Não           | Não           | Não           | Não           | Não           | Não                 | Não            | Não           | Não                      | Não            | Não                    | Sim               | Não                    | Sim                        |
| Pom Pom | Não         | Não           | Não           | Não           | Não           | Não           | Não           | Não           | Não                 | Não            | Não           | Não                      | Não            | Não                    | ³                 | Não                    | ?                          |
| Ninji | Não         | Não           | Não           | Não           | Não           | Não           | Não           | Não           | Não                 | Não            | Não           | Não                      | Não            | Não                    | Não               | Não                    | Sim                        |
| Notes: 1. Somente em modos específicos do jogo 2. Conhecido como "Mini Bowser" nos territórios PAL 3. Personagem desbloqueável. |             |               |               |               |               |               |               |               |                     |                |               |                          |                |                        |                   |                        |                            |

## Itens
Os itens de Mario Party são de preferência usados para prejudicar o adversário ou fazer bem a você mesmo. Os itens são encontrados em preços variados de 5 moedas até 30. Os itens são comprados em lojas na casa do Toad, nos jogos de Mario Party 2, 3, 4 e DS. Em Mario Party 5, 6 e 7 temos itens em cápsulas diferentes dos outros, o mesmo acontece em Mario Party 8 onde os itens são balas. 

### Moedas
As Moedas de Mario Party são usadas para comprarem Itens e/ou Estrelas. As moedas agem como um critério de desempate no caso de personagens com um mesmo número de estrelas. Quem alcança um número de moedas mais alto que todos os personagens num jogo inteiro, mesmo que as perca depois, ganha no final do jogo um prêmio chamado "Coin Star".

### Estrelas
As Estrelas no Jogo Mario Party são os principais itens colecionados no game. Em algumas fases (em MP 1 2 3 4 5), com 20 moedas você consegue uma. Em algumas fases de Mario Party 7 as estrelas custam preços variados, assim como Mario Party 6 que as Estrelas são compradas em preços variáveis no Período de *Noite. 
- Nota: *Mario Party 6 tem Períodos de Dia e Noite.

## Controvérsias
No Mario Party, certos Minijogos têm o desafio exigiam que os jogadores que girassem a Vara Analógica ("Alavanca" do controle do console Nintendo 64), e que fez os jogadores adquirirem bolhas e/ou outros danos de mão por causa do fato de girarem muito mais rápido com as palmas das mãos do que usando só seu dedo polegar. A rotação de Vara Analógica não é mais usado com/desde  Mario Party 2. De agora em diante, os jogadores precisarão apertar rapidamente apenas o botão A e/ou B (em Mario Party 2 e Mario Party 3), ou o botão  X e/ou Y (em Mario Party 4 e Mario Party 7).
O tipo de Minijogo, denominado "Mini-Game Shy Guy" (mini-games de sorte) foi introduzido dentro de Mario Party 3. A discordância do jogo era que o jogador têm que pagar todas suas moedas para jogar, e se ganhar, recebe as moedas em dobro, mas se perder, termina sem moedas.   
Em julho de 2007, Mario Party 8 para o Nintendo Wii estava retirado das lojas do Reino Unido logo após sua data de liberação. Isto aconteceu devido ao caráter "Magikoopa" que usa a palavra 'Espasmódico'. Foram feitas elevadas reclamações de consumidores por causa da palavra 'Espasmódico', que é considerada ofensiva e politicamente incorreto no Reino Unido. De acordo com a visão norte-americana, a palavra é inofensiva.

## Vendas
| Jogo                     | Plataforma        | Unidades Vendidas (em milhões) |
| ------------------------ | ----------------- | ------------------------------ |
| Super Mario Party        | Nintendo Switch   | 20.26 milhões                  |
| Mario Party Superstars   | Nintendo Switch   | 12,89 milhões                  |
| Mario Party DS           | Nintendo DS       | 9.31 milhões                   |
| Mario Party 8            | Wii               | 8.85 milhões                   |
| Mario Party 9            | Wii               | 3.11 milhões                   |
| Mario Party Island Tour  | Nintendo 3DS      | 2.95 milhões                   |
| Mario Party              | Nintendo 64       | 2.70 milhões                   |
| Mario Party 2            | Nintendo 64       | 2.48 milhões                   |
| Mario Party 4            | Nintendo GameCube | 2.46 milhões                   |
| Mario Party 10           | Wii U             | 2.27 milhões                   |
| Mario Party 5            | Nintendo GameCube | 2.17 milhões                   |
| Mario Party 7            | Nintendo GameCube | 2.08 milhões                   |
| Mario Party 3            | Nintendo 64       | 1.91 milhões                   |
| Mario Party 6            | Nintendo GameCube | 1.63 milhões                   |
| Mario Party Advance      | GameBoy Advance   | 980 mil                        |
| Mario Party Star Rush    | Nintendo 3DS      | 870 mil                        |
| Mario Party: The Top 100 | Nintendo 3DS      | 670 mil                        |
| Mario Party-e            | Nintendo e-Reader | Sem Dados                      |

Ao todo a franquia vendeu quase 77.88 milhões de copias juntando todos os jogos.